# Признание Россией Исламского Эмирата Афганистан
3 июля 2025 года Россия первой в мире официально признала Второй Исламский Эмират Афганистан (Талибан).

## Предыстория
Совет Безопасности ООН признал движение «Талибан» террористической организацией в 2003 году, а затем его таким признали и в России. В 2021 году после взятия власти талибами РФ начала с ними сотрудничество. Члены «Талибана» часто приезжали в Россию и проводили встречи на официальном уровне. В конце 2024 года Владимир Путин и российский суд решили исключить «Талибан» из списка террористов. До этого прецедента в РФ не было подобных исключений. В апреле 2025 года Верховный суд Российской Федерации приостановил запрет движения «Талибан» в РФ. Владимир Путин начал называть талибов «союзником» в борьбе с терроризмом.

## Признание легитимности движения «Талибан»
С 1 июля 2025 года в РФ приступил к работе новый афганский посол. 3 июля 2025 года Россия первой в мире официально признала Исламский Эмират Афганистан (Талибан). Российский посол в Афганистане Дмитрий Жирнов посетил с визитом и. о. министра иностранных дел Афганистана Амиру Хану Муттаки и подтвердил решение правительства РФ о признании Исламского Эмирата Афганистан. Жирнов отметил: 

Это решение демонстрирует искреннее стремление РФ к налаживанию полноценного партнёрства с Афганистаном. Более ста лет назад наша страна также первой в мире признала независимость Афганистана. Всё это свидетельство нашего дружественного отношения к афганскому народу.
Вскоре после решения Владимира Путина посольство Афганистана в Москве повесило флаг «Талибана» на посольстве. Это было сделано впервые после взятия власти Талибаном в 2021 году.
Заместитель министра иностранных дел России Андрей Руденко принял верительную грамоту от посла талибов. В МИД РФ понадеялись на «новые импульсы» сотрудничества с движением «Талибан».